# Ви Ким Ви
Ви Ким Ви (кит. трад. 黃金輝; 4 ноября 1915, Сингапур —  2 мая 2005, Сингапур) — сингапурский государственный и политический деятель, журналист, дипломат, президент города-государства Сингапур (1985—1993).

## Биография
Родился в китайской семье со скромным достатком. Отец умер, когда ему было восемь лет. Окончил государственную школу Ортам и престижный Raffles Institution.
С юности работал в качестве сотрудника газеты The Straits Times, позже стал репортёром освещающим, в основном, политические события.
С 1941 по 1950 год — сотрудник United Press International, главный корреспондент по Сингапуру. В 1959 году вернулся в The Straits Times, и стал заместителем главного редактора, позже — главным редактором. В 1973 году — президент Сингапурского пресс-клуба.
В 1973 году оставил журналистику и перешёл на дипломатическую службу. Был назначен Верховным комиссаром в Малайзии, должность которую занимал в течение семи лет.
Затем, отправлен послом в Японию (1980—1984). В 1981—1984 годах — посол в Республике Корея.
После завершения дипломатической миссии в 1984 году был назначен председателем Сингапурской вещательной корпорации.
Со 2 сентября 1985 по 1 сентября 1993 года — президент Республики Сингапур, избранный Законодательным собранием. Стал первым президентом страны китайского происхождения. Занимал должность в течение двух сроков, пользуясь большой популярностью в обществе.
После ухода с поста президента был мировым судьёй (с 1966). За большой вклад в общественную деятельность и в развитие Университета Сингапура в 1994 году был удостоен звания почётного доктора литературы Национального университета Сингапура, с 1985 до 1993 года был его канцлером.
В 2004 году опубликовал книгу воспоминаний под названием «Взгляды и размышления» («Glimpses and Reflections»). Меценат. Пожертвовал полмиллиона сингапурских долларов восьми благотворительным организациям.
В частной жизни был активным спортсменом и спортивным чиновником. В 1934 году основал секцию бадминтона, в 1937 был чемпионом среди юниоров в этом виде спорта. Президент Сингапурской ассоциации бадминтона и вице-президент Ассоциации малого бадминтона.
Скончался вследствие онкологического заболевания.

## Семья
В 1936 году женился на Ко Сок Хионг, с которой имел семеро детей — сына и шесть дочерей.

## Награды
- Рыцарь Большого креста Ордена Бани
- Королевский семейный орден короны Брунея 1 класса (Royal Family Order of Laila Utama)
- Орден Темасека
- медаль «Звезда государственной службы» (1973)
- Почетная медаль за службу (1963)
- почётный доктор литературы Национального университета Сингапура (1994)
- Специальная премия за отличную службу в журналистике Сингапурского пресс-клуба (1996)
- Премия за выдающиеся заслуги Скаутского комитета Азиатско-Тихоокеанского региона (1998)